# Зелёная мечеть (Астрахань)
Зелёная мечеть (тат. Яшел мечет), Юртовская мечеть — деревянная мечеть в Астрахани. Здание находится на территории бывшей Царевской слободы (тат. Тияк). Она была построена в 1831 году неким Нураши Ниязовым. К приходу этой мечети относились жившие вокруг астраханские татары (юртовские татары и карагаши).

## История

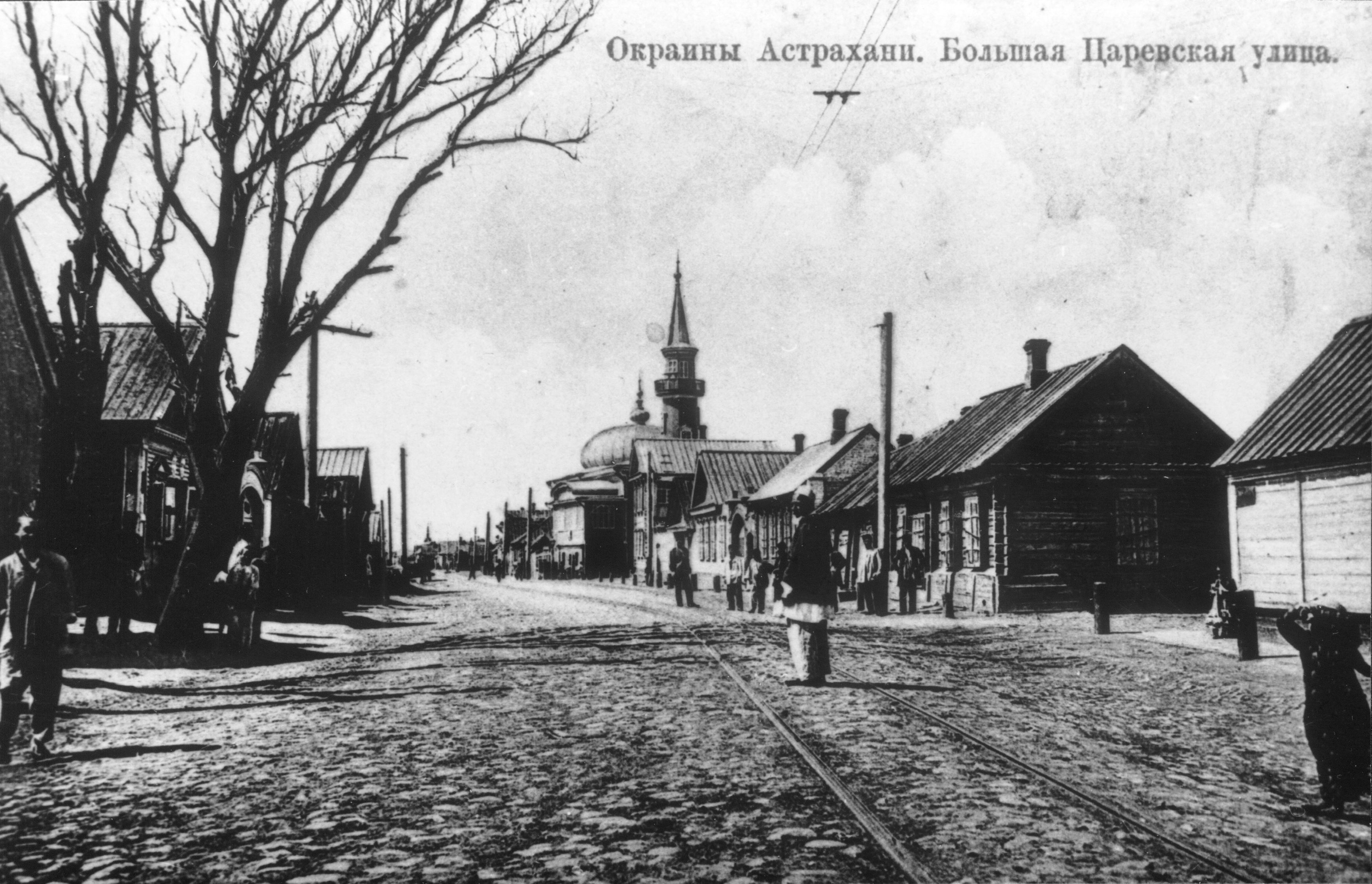
Дореволюционное фото деревянной мечети.

В 1898 году имам-хатыбом и мугаллимом Зеленой мечети стал ногайский просветитель Абдрахман Умеров. В 1901 году прихожанами были 204 мужчины и 202 женщины. При мечети были медресе «Низамия» и мектеб для женщин.
В 1938 г. мечеть по решению Сталинградского облисполкома была закрыта и использовалась не по назначению (общежитие, поликлиника).

## Реконструкция
Долгое время мечеть была заброшена, в 2012-м году начаты работы по её реконструкции. Работы длились почти десять лет.
В 2022-м году работы по восстановлению Зелёной мечети закончились, а 10 июня 2022 года состоялось торжественное открытие. Вместимость отреставрированной мечети составляет около 250 человек . Находится по адресу ул. Менжинского, 90.
Имам-хатыбом назначен Зинур Самигулин.